# 치타 스투디
치타 스투디(이탈리아어: Città Studi; 문자 그대로 "연구의 도시")는 이탈리아 밀라노시의 3구에 위치한 동("콰르티에레")이다. 이 이름은 밀라노 폴리테크니코 기술 대학과 밀라노 대학의 대부분의 기술 및 과학 지부가 이 지역에 있다는 사실에서 유래되었다. 이 지역에는 IRCCS 국립 암 재단(IRCCS National Cancer Foundation)과 까를로 베스타 신경학 연구소(Carlo Besta Neurological Institute)를 포함한 밀라노의 여러 유명 병원도 있다.
2025년까지 밀라노 대학을 치타 스투디에서 Rho fiera의 이전 Expo 캠퍼스로 이전할 계획이 있지만, 상당한 반대에 부딪혔다.

## 같이 보기
- 밀라노 대학교
- 밀라노 공과대학교
- 밀라노의 행정 구역
- 니구아르다